# Judd Gregg

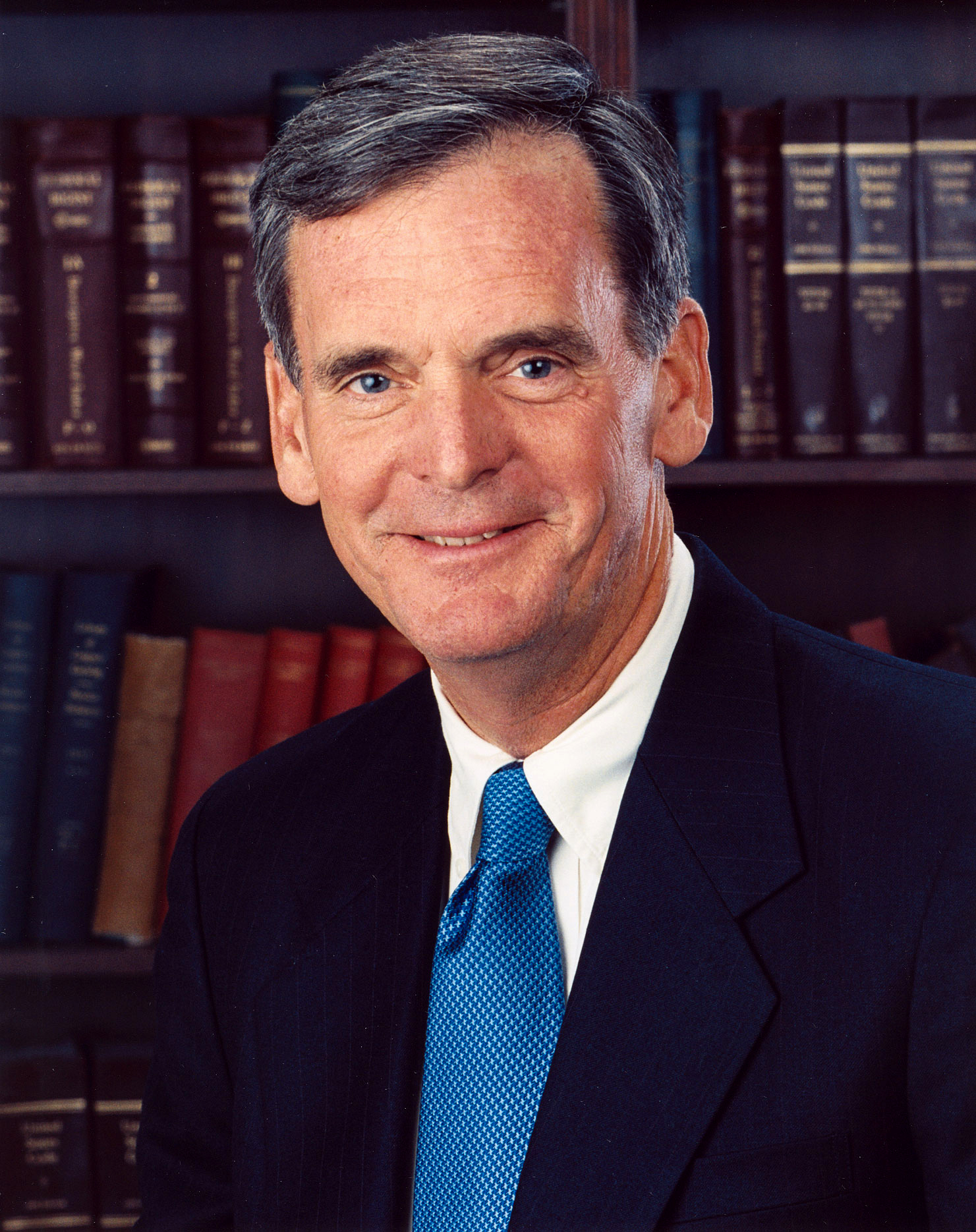
Judd Gregg

Judd Alan Gregg, född 14 februari 1947 i Nashua, New Hampshire, är en amerikansk republikansk politiker. Han representerade New Hampshire i båda kamrarna av USA:s kongress, först i representanthuset 1981–1989 och sedan i senaten 1993–2011. Han var guvernör i New Hampshire 1989–1993. Fadern Hugh Gregg var guvernör 1953–1955.
Gregg gick i skola i Phillips Exeter Academy. Han avlade 1969 kandidatexamen vid Columbia University och studerade sedan juridik vid Boston University. Han var delegat till New Hampshires konstitutionskonvent år 1974.
Gregg efterträdde 1981 James Colgate Cleveland som kongressledamot. Han efterträdde sedan 1989 John H. Sununu som guvernör. Han blev invald i senaten i senatsvalet 1992 och omvaldes två gånger.
Gregg stödde Mitt Romney i republikanernas primärval inför presidentvalet i USA 2008. Barack Obama offentliggjorde den 2 februari 2009 utnämningen av Gregg till ny handelsminister. Gregg tackade först ja men ändrade sedan åsikt och Gary Locke fick ministerposten i stället.

## Tidigt liv
Född i Nashua, New Hampshire, är han son till Catherine Gregg (tidigare Warner) och Hugh Gregg, som var guvernör från 1953 till 1955. Gregg tog examen från Phillips Exeter Academy 1965. Han erhöll sin kandidatexamen från Columbia University 1969 och, från Boston University School of Law, en juris doktor-examen 1972 och en magisterexamen i juridik 1975.

## Tidig politisk karriär
Det första valda ämbetet som Gregg innehaft var en plats i New Hampshires exekutiva råd, en post han hade från 1979 till 1981. Han valdes till USA:s representanthus 1980 och blev omvald 1982, 1984 och 1986.
Han valde att inte kandidera för omval 1988, utan ställde samma år istället upp som kandidat till guvernör för New Hampshire. Han vann valet och blev omvald 1990. New Hampshire är en av två delstater (den andra är Vermont) som fortfarande väljer sina guvernörer för tvååriga mandatperioder istället för fyraåriga. Som guvernör balanserade han budgeten och lämnade ämbetet 1993 med ett överskott på 21 miljoner dollar. Under 1990-talet angrep hans politiska motståndare Judd för delstatens svaga ekonomi och hans undantag från Vietnamkriget.

## Personligt liv
Gregg tillhör den kongregationalistiska kyrkan. Han är gift med Kathleen MacLellan Gregg. De har två döttrar, Molly och Sarah, samt en son, Joshua.
År 2005 vann Gregg över 850 000 dollar i D.C. Lottery efter att ha köpt Powerball-lotter för 20 dollar på en närbutik i Washington, D.C.